# 11 Vidas
"11 Vidas" é o primeiro single do cantor e compositor mineiro Lucas Lucco, extraído do seu álbum O Destino.

## Composição & Videoclipe
"11 Vidas" foi composta pelo próprio Lucas Lucco e lançada nos dia dos pais, em homenagem ao seu pai Paulo Roberto. Simples, mas emocionante, o videoclipe mostra Lucas Lucco cantando defronte ao seu pai, Paulo Roberto, como se fosse uma conversa intimista. No final, Paulo não se aguenta e chora e Lucas o abraça. O vídeo foi lançado em 10 de agosto de 2013.

## Lista de faixas
| Download digital |            |         |  |
| N.º              | Título     | Duração |  |
| 1.               | "11 Vidas" | 3:09    |  |

## Desempenho nas tabelas musicais
| Tabela musical (2014)                       | Melhor posição |
| ------------------------------------------- | -------------- |
| Brasil - (Billboard Brasil Hot 100 Airplay) | 10             |